# 維斯卡查山
16°54′47″S 70°10′28″W / 16.91306°S 70.17444°W
維斯卡查山（Vizcachas），是秘魯的山峰，位於該國南部莫克瓜大區的涅托元帥省和塔克納大區的坎達拉韋省，屬於安第斯山脈的一部分，海拔高度5,354米。